# 3799 Novgorod
A 3799 Novgorod (ideiglenes jelöléssel 1979 SL9) a Naprendszer kisbolygóövében található aszteroida. Nyikolaj Sztyepanovics Csernih fedezte fel 1979. szeptember 22-én.